# Oleksandr Gladki
Oleksandr Hladky (en ucraniano: Олександр Гладкий; Lozova, Ucrania, 24 de agosto de 1987) es un futbolista ucraniano. Juega de delantero y su equipo es el Avangard Lozová.

## Biografía
Oleksandr Hladky, cuyo apellido puede transcribirse también como Gladkiy o Gladkyy, empezó jugando en 2004 para el Metalist Jarkiv. 
Al año siguiente recala en otro equipo de esa misma ciudad, el FC Jarkiv. En la temporada 2006-07 se convirtió en el máximo goleador de la Liga Premier de Ucrania al anotar 13 goles.
Gracias a ese logro el Shajtar Donetsk se fija en él y acaba fichándolo, pagando a su anterior club 2,5 millones de euros por su traspaso. Oleksandr Hladky firmó el contrato el 8 de junio por cinco temporadas. Debutó en la Liga de Campeones de la UEFA, donde se estrenó como goleador el 9 de diciembre al marcar dos tantos en el partido FC Barcelona 2-3 Shajtar Donetsk. Esa misma campaña se proclama campeón de Liga y Copa con su nuevo equipo, marcando 17 goles (segundo máximo goleador del campeonato).

## Selección nacional
Ha sido internacional con la selección de fútbol de Ucrania en 11 ocasiones. Su debut con la camiseta nacional se produjo el 22 de agosto de 2007 en un partido amistoso contra Uzbekistán, en el que marcó un gol.

## Clubes
| Club                        | País    | Año       |
| --------------------------- | ------- | --------- |
| F. C. Metalist Jarkiv       | Ucrania | 2004-2005 |
| F. C. Jarkiv                | Ucrania | 2005-2007 |
| F. C. Shakhtar Donetsk      | Ucrania | 2007-2010 |
| F. C. Dnipro Dnipropetrovsk | Ucrania | 2010-2014 |
| F. C. Karpaty Lviv (cedido) | Ucrania | 2012-2014 |
| F. C. Shakhtar Donetsk      | Ucrania | 2014-2016 |
| F. C. Dinamo de Kiev        | Ucrania | 2016-2017 |
| F. C. Karpaty Lviv (cedido) | Ucrania | 2017      |
| F. C. Karpaty Lviv          | Ucrania | 2017      |
| F. C. Chernomorets Odesa    | Ucrania | 2018      |
| Çaykur Rizespor Kulübü      | Turquía | 2018-2019 |
| Adana Demirspor             | Turquía | 2019-2020 |
| F. C. Zorya Lugansk         | Ucrania | 2020-2022 |
| F. C. Chernomorets Odesa    | Ucrania | 2022-2023 |
| Avangard Lozová             | Ucrania | 2024-     |

## Palmarés

### Títulos nacionales
| Título               | Club                  | País    | Año  |
| -------------------- | --------------------- | ------- | ---- |
| Liga de Ucrania      | F. C. Shajtar Donetsk | Ucrania | 2008 |
| Copa de Ucrania      | F. C. Shajtar Donetsk | Ucrania | 2008 |
| Supercopa de Ucrania | F. C. Shajtar Donetsk | Ucrania | 2008 |
| Liga de Ucrania      | F. C. Shajtar Donetsk | Ucrania | 2010 |
| Supercopa de Ucrania | F. C. Shajtar Donetsk | Ucrania | 2010 |

### Títulos internacionales
| Título          | Club                  | País    | Año  |
| --------------- | --------------------- | ------- | ---- |
| Copa de la UEFA | F. C. Shajtar Donetsk | Turquía | 2009 |

### Distinciones individuales
| Distinción                                               | Año     |
| -------------------------------------------------------- | ------- |
| Máximo goleador de la Liga Premier de Ucrania (13 goles) | 2006-07 |